# Janne Tuohino
Janne Tuohino (Kiiminki, 22 mei 1975) is een Fins rallyrijder.

## Carrière
Janne Tuohino debuteerde in 1993 in de rallysport, toen hij in een Toyota Starlet deelnam aan een lokale rallysprint. Met financiële hulp van zijn vader reed hij tegen het einde van 1994 rond in een Lancia Delta, waarmee hij een groot deel van de rondes van het Fins rallykampioenschap reed. Later volgde de overstap naar een Opel Astra, waarmee hij in het seizoen 1996 zijn debuut in het wereldkampioenschap rally maakte. In 1999 werd hij Fins Groep N kampioen in een Mitsubishi Carisma, en later, in 2001, won hij het algemeen kampioenschap van Finland in een Toyota Corolla WRC.

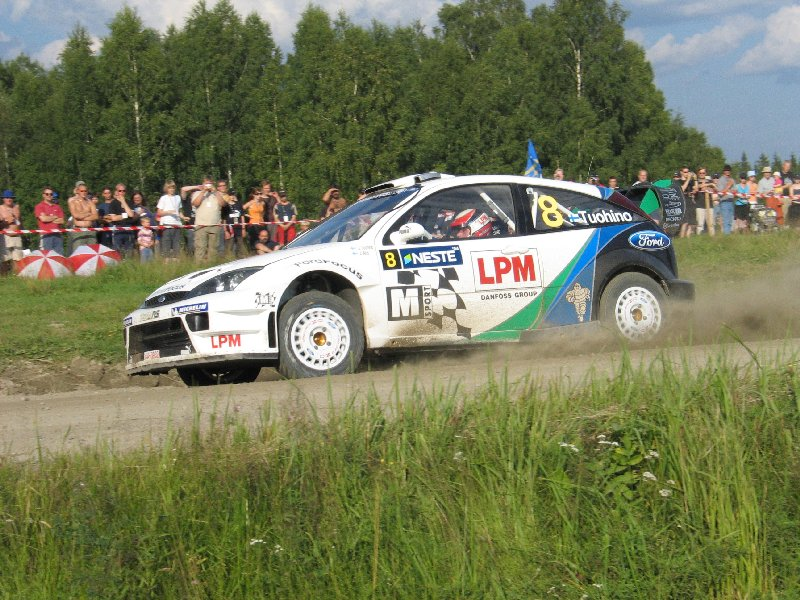
Tuohino actief in een fabrieks-Ford Focus WRC op weg naar een topvijfklassering in Finland in 2004

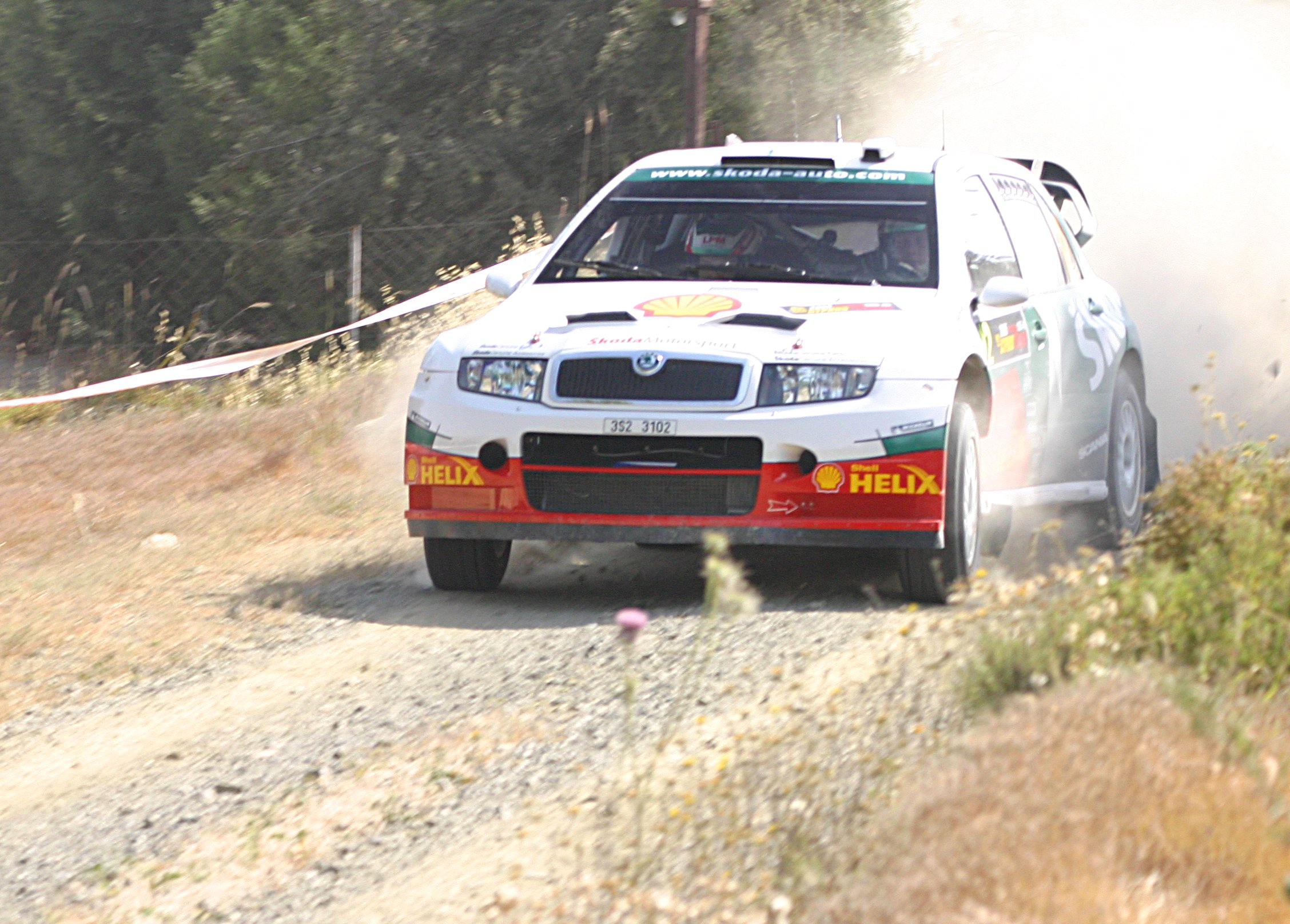
Tuohino rijdend in zijn Fabia WRC in Cyprus in 2005

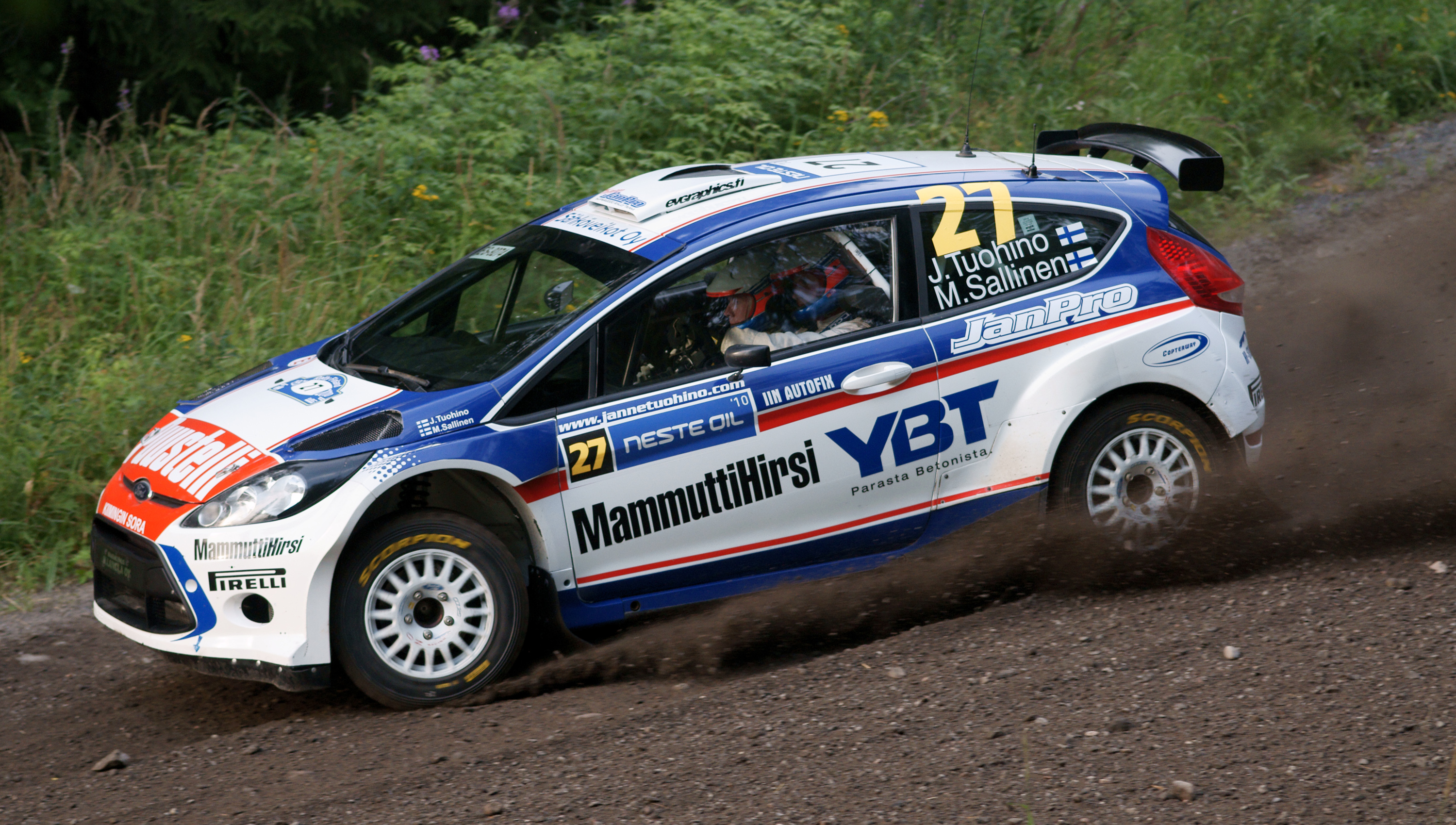
Tuohino als SWRC-deelnemer actief met een Ford Fiesta S2000 in Finland in 2010

In het seizoen 2002 nam hij deel aan het Junior World Rally Championship in het WK en eindigde in de titelstrijd als derde. Vervolgens nam hij stap door deel te nemen met een eigen geprepareerde Ford Focus RS WRC, waarmee hij een aantal toptienresultaten wist af te dwingen in 2004. Dit gaf hem ook de kans om voor de fabrieksinschrijving van Ford in geselecteerde evenementen actief te zijn, en behaalde met hen zijn beste resultaat als vierde tijdens de WK-ronde van Zweden datzelfde jaar in Finland eindigde hij als vijfde. In het seizoen 2005 kwam hij terecht bij Škoda, waar hij in dienst trad als tweede rijder naast kopman Armin Schwarz, een plaats die hij deelde met landgenoot Jani Paasonen. Het werd een frustrerend jaar voor Tuohino, waarin hij niet kon overtuigen in de doorgaans weinig competitieve Škoda Fabia WRC. Hierna is Tuohino enkel nog actief geweest als privé-rijder en maakte nog maar sporadische optredens in het WK. In het seizoen 2010 nam hij echter weer geregeld deel aan WK-rally's, actief in het Super 2000 World Rally Championship met een Ford Fiesta S2000. Ondanks een bemoedigende start, verliep het seizoen niet succesvol, en zou hij het kampioenschap uiteindelijk ook niet uitrijden.
Tuohino zou deelnemen aan de Rally van Finland in 2011 met een Ford Fiesta RS WRC, maar moest om budgettaire redenen afzeggen. In 2014 keerde Tuohino terug op de rallypaden met een overwinning in de Arctic Rally, de openingsronde van het Fins kampioenschap. Dit deed hij achter het stuur van een Ford Fiesta R5. Met deze auto kwam hij ook aan de start tijdens de 2016 editie van de Finse WK-ronde en die van Zweden in 2018. Tijdens diezelfde rally in 2019 eindigde hij achter het stuur van een laatste generatie Ford Fiesta WRC tiende algemeen.

## Complete resultaten in het wereldkampioenschap rally
| Seizoen | Inschrijving                    | Auto                     | 1       | 2       | 3       | 4       | 5       | 6      | 7      | 8       | 9       | 10      | 11     | 12      | 13      | 14      | 15  | 16  | Pos. | Punten |
| ------- | ------------------------------- | ------------------------ | ------- | ------- | ------- | ------- | ------- | ------ | ------ | ------- | ------- | ------- | ------ | ------- | ------- | ------- | --- | --- | ---- | ------ |
| 1996    | Janne Tuohino                   | Opel Astra GSI 16V       | MON     | ZWE     | POR     | KEN     | IND     | FRA    | GRI    | ARG     | NZL     | FIN DNF | AUS    | ITA     | SPA     | GBR     |     |     | –    | 0      |
| 1997    | Janne Tuohino                   | Mitsubishi Lancer Evo IV | MON     | ZWE     | KEN     | POR     | SPA     | FRA    | ARG    | GRI     | NZL     | FIN DNF | IND    | ITA     | AUS     | GBR     |     |     | –    | 0      |
| 1998    | Sawfish Racing                  | Volkswagen Golf Kit Car  | MON     | ZWE     | KEN     | POR     | SPA     | FRA    | ARG    | GRI     | NZL     | FIN DNF | ITA    | AUS     | GBR     |         |     |     | –    | 0      |
| 1999    | LPM Human Heat                  | Ford Escort WRC          | MON     | ZWE     | KEN     | POR     | SPA     | FRA    | ARG    | GRI     | NZL     | FIN 8   | CHN    | ITA     |         | GBR DSQ |     |     | –    | 0      |
| 1999    | Volkswagen Motorsport Australia | Volkswagen Polo 16V      |         |         |         |         |         |        |        |         |         |         |        |         | AUS DNF |         |     |     | –    | 0      |
| 2000    | Janne Tuohino                   | Toyota Corolla WRC       | MON     | ZWE 15  | KEN     | POR DNF | SPA     | ARG    | GRI    | NZL     | FIN DNF | CYP     | FRA    | ITA     | AUS     |         |     |     | –    | 0      |
| 2000    | LPM Group                       | Toyota Corolla WRC       |         |         |         |         |         |        |        |         |         |         |        |         |         | GBR DNF |     |     | –    | 0      |
| 2001    | www.LPMGroup.com                | Toyota Corolla WRC       | MON     | ZWE 11  | POR     | SPA DNF | ARG     | CYP    | GRI    | KEN     | FIN 11  | NZL     | ITA    | FRA     | AUS     | GBR DNF |     |     | –    | 0      |
| 2002    | Janne Tuohino                   | Citroën Saxo VTS S1600   | MON DNF |         |         | SPA 24  |         |        | GRI 19 | KEN     |         | DUI DNF | ITA 24 | NZL     | AUS     | GBR 25  |     |     | –    | 0      |
| 2002    | LPM Racing                      | Ford Focus RS WRC 01     |         | ZWE 7   | FRA     |         | CYP 12  | ARG    |        |         | FIN 11  |         |        |         |         |         |     |     | –    | 0      |
| 2003    | LPM Racing                      | Ford Focus RS WRC 02     | MON     | ZWE 17  | TUR     | NZL     | ARG     | GRI    | CYP    | DUI     | FIN 7   | AUS     | ITA    | FRA     | SPA     | GBR     |     |     | 19   | 2      |
| 2004    | Ford Motor Co Ltd.              | Ford Focus RS WRC 03     | MON     | ZWE 4   | MEX     | NZL     |         |        |        |         |         |         |        |         |         |         |     |     | 9    | 16     |
| 2004    | Ford Motor Co Ltd.              | Ford Focus RS WRC 04     |         |         |         |         |         |        |        |         | FIN 5   | DUI     | JPN    |         |         |         |     |     | 9    | 16     |
| 2004    | Supset                          | Ford Focus RS WRC 02     |         |         |         |         | CYP 6   | GRI 7  | TUR 7  | ARG     |         |         |        | GBR DNF | ITA     | FRA     | SPA | AUS | 9    | 16     |
| 2005    | Škoda Motorsport                | Škoda Fabia WRC          | MON     | ZWE DNF | MEX     | NZL DNF | ITA 13  | CYP 9  | TUR 13 | GRI DNF | ARG     | FIN 10  | DUI    | GBR     | JPN     | FRA     | SPA | AUS | –    | 0      |
| 2006    | Janne Tuohino                   | Citroën Xsara WRC        | MON     | ZWE 10  | MEX     | SPA     | FRA     | ARG    | ITA    | GRI     | DUI     | FIN 6   | JPN    | CYP     | TUR     | NZL     | AUS | GBR | 24   | 3      |
| 2009    | Janne Tuohino                   | Peugeot 207 S2000        | IER     | NOO     | CYP     | POR     | ARG     | ITA    | GRI    | POL     | FIN DSQ | AUS     | SPA    | GBR     |         |         |     |     | –    | 0      |
| 2010    | Janpro                          | Ford Fiesta S2000        | ZWE 12  | MEX     | JOR DNF | TUR     | NZL DNF | POR 28 | BUL    | FIN 17  | DUI     | JPN     | FRA    | SPA     | GBR     |         |     |     | –    | 0      |
| 2016    | Toksport WRT                    | Ford Fiesta R5           | MON     | ZWE     | MEX     | ARG     | POR     | ITA    | POL    | FIN 25  | DUI     | CHN C   | FRA    | SPA     | GBR     | AUS     |     |     | –    | 0      |
| 2018    | Toksport WRT                    | Ford Fiesta R5           | MON     | ZWE 16  | MEX     | FRA     | ARG     | POR    | ITA    | FIN     | DUI     | TUR     | GBR    | SPA     | AUS     |         |     |     | –    | 0      |
| 2019*   | Janne Tuohino                   | Ford Fiesta WRC          | MON     | ZWE 10  | MEX     | FRA     | ARG     | CHL    | POR    | ITA     | FIN     | DUI     | TUR    | GBR     | SPA     | AUS     |     |     | 26   | 1      |

* Seizoen loopt nog.